# Тімберлейн (Луїзіана)
Тімберлейн (англ. Timberlane) — переписна місцевість (CDP) в США, в окрузі Джефферсон штату Луїзіана. Населення — 10 364 особи (2020).

## Географія
Тімберлейн розташований за координатами 29°52′44″ пн. ш. 90°1′48″ зх. д. / 29.87889° пн. ш. 90.03000° зх. д. (29.878851, -90.030016).  За даними Бюро перепису населення США в 2010 році переписна місцевість мала площу 3,88 км², з яких 3,88 км² — суходіл та 0,00 км² — водойми.

## Демографія
Згідно з переписом 2010 року, у переписній місцевості мешкали 10 243 особи в 3475 домогосподарствах у складі 2627 родин. Густота населення становила 2641 особа/км².  Було 3659 помешкань (943/км²).
Расовий склад населення:
| - 51,3 % — білих - 35,5 % — чорних або афроамериканців - 5,7 % — азіатів - 0,5 % — корінних американців - 4,1 % — осіб інших рас |

До двох чи більше рас належало 2,9 %. Частка іспаномовних становила 11,6 % від усіх жителів.
За віковим діапазоном населення розподілялося таким чином: 25,8 % — особи молодші 18 років, 63,9 % — особи у віці 18—64 років, 10,3 % — особи у віці 65 років та старші. Медіана віку мешканця становила 34,9 року. На 100 осіб жіночої статі у переписній місцевості припадало 91,8 чоловіків;  на 100 жінок у віці від 18 років та старших — 88,5 чоловіків також старших 18 років.
Середній дохід на одне домашнє господарство  становив 64 822 долари США (медіана — 56 308), а середній дохід на одну сім'ю — 68 703 долари (медіана — 62 481). Медіана доходів становила 40 770 доларів для чоловіків та 33 309 доларів для жінок. За межею бідності перебувало 13,3 % осіб, у тому числі 21,8 % дітей у віці до 18 років та 7,2 % осіб у віці 65 років та старших.
Цивільне працевлаштоване населення становило 5228 осіб. Основні галузі зайнятості: освіта, охорона здоров'я та соціальна допомога — 19,4 %, роздрібна торгівля — 13,4 %, науковці, спеціалісти, менеджери — 8,7 %, будівництво — 8,4 %.